# 浜松城記
『浜松城記』（はままつじょうき）は、浜松城の起源と歴代の城主、および静岡県浜松市で行われる大凧揚げ行事「浜松まつり」の起源を記した書物。ただし内容としては誤りが多く、現在では偽書であると見られている（以下本文では『城記』と略す）。

## 『浜松城記』の登場
『城記』の初出は1926年、遠州地方の郷土研究誌『土のいろ』第2号に、鈴木肇が掲載した「浜松凧揚起源考」である。『城記』の体裁は、酒井近江守真邑が、元文4年（1739年）に「徳川御秘書の内」として記したものとなっている。なお、奥付には「酒井近江守真邑」の花押が記されていることになっている。
「起源考」に引く『城記』は、浜松城の歴代の城主の在城期間（江戸時代は藩主としての在任期間）を記したものとなっており、その間に凧揚げに関する記述がされているだけの箇条書きの文書で、分量も活字に直してA4用紙1～2ページ程度である。浜松まつりの凧揚げに関する記述としては、飯尾豊前守（飯尾連竜）の長子・義廣の誕生を祝い、入野村の住人佐橋甚五郎が義廣の名前を大書した大凧を揚げたことが起源であると記されている。また、堀尾吉晴・太田資次など、凧揚げを奨励したり凧揚げの風習を他所へ広めた城主の記述も見られる。
ちなみに『浜松城記』は、鈴木本人以外だれも見たことがなく、子孫もその所在を知らない。

## 『城記』の定着
『城記』が「土のいろ」に掲載されたころとほぼ同じく1926年「浜松市史　全」が刊行（成稿は1924年12月）され、ここにも『城記』が掲載された。恐らくほぼ同時期に鈴木から『城記』の文章を資料として提供されたものと考えられる。さらに1971年、当時の浜松市教育委員会が新たに「浜松市史」を編纂するに当たり、浜松市でもっとも大きな行事である浜松まつりを取り上げる際、「信憑するような文献に乏しいが」としながらも起源として『城記』を紹介、観光ガイドもこの記述を引用したことから、『浜松城記』は広く市民に知られるようになった。 
なぜ『城記』の記述が採用されるに至ったかは現在では不明であるが、おそらく浜松まつりの起源を記した文章で最も古い時代のことが記されているのが、この『城記』だったからであろうと思われる。しかし、「市史」採用の際に適切な史料批判が行われたかという点についてははなはだ疑わしい。「起源考」において「筆者所蔵の浜松城記」と明記されているにもかかわらず、鈴木およびその子孫への資料確認も行われておらず、『城記』は孫引きの状態のまま「浜松市史」に掲載されており、検証はほとんど行われなかったものと思われる。

## 『城記』の検証
「土のいろ」の編集長だった飯尾哲爾は、昭和40年代に「遠州地方における凧揚げの歴史の再検討をしなければいけない」と述べ、『浜松城記』をはじめとする凧揚げに関する資料の再検討・集成を目指していたが、程なく死去。その間に山崎源一ら「飯尾豊前守説話」支持派の郷土史家や観光パンフレットの喧伝などにより、検証すらされていないはずの『浜松城記』が一人歩きをすることになる。
1986年から1987年にかけて、浜松の郷土史家、米田一夫・神谷昌志らが相次いで『城記』を疑問視した文章を発表する。まず、米田は浜松史跡調査顕彰会の会誌「遠江」第9号に「真説　佐橋甚五郎」を掲載、『城記』に疑問を投げかけた。また神谷も自著「はままつ歴史発見」の中で『城記』を批判。しかしこの当時は大きな話題とはならなかった。
この問題が大きく取りざたされたのは1998年以降である。浜松市立中央図書館非常勤職員（当時）小楠和正が『城記』に対する疑義を新聞に掲載、同年、静岡大学教授（当時）小和田哲男に検証を依頼して「偽書の公算大」との回答を得た。さらに小楠は2001年に自らの調査結果を「検証・浜松凧揚げの起源と歴史」として刊行、話題となった。
神谷、米田、小楠らが指摘する主な問題点としては、次の点が挙げられる。
- 年号の矛盾（元亀6年・延宝15年などそれ以前に改元されたはずの年号がある）。
- 城主の在城・在任期間や浜松前後の任地の間違い（太田摂津守は実際には父の備中守資宗が三河西尾藩から浜松に国替えしており、国替えの順序が逆に記載されているなど4箇所）。
- 凧揚げの直接の起源とされている飯尾連竜の長子が幼名のないまま元服名で記されているだけでなく、そもそも連竜の子供に「義広」という人物が存在しない点。
- 奥付を元文4年（1739年）としながらも、それ以降の宝暦9年（1759年）、文政元年（1818年）、弘化3年（1846年）の記述があり、史書としての信憑性を著しく欠いている点。
- 大凧揚げが贅沢というだけでなく、酒食の強要などから一揆につながりかねない騒擾であったため、凧揚げに関する禁令がしばしば出されているにもかかわらず、城主が自ら凧揚げを奨励、普及させている点。
- 筆者である酒井「近江守」真邑の実在が疑わしい点。

小楠の依頼を受けた小和田も、「御秘書」という偽書の常套句や、本来箇条書きの覚書には使われないはずの花押などに注目、文書の体裁として江戸期に書かれたものではないと考察している。
小楠は浜松関連の古文書を調査した結果、浜松宿の脇本陣の古記録を幕末に集成した「糀屋文書」に同様の誤記が見られることから、『城記』は「糀屋文書」を使って仕立て上げられたものであろうと推測している。

## 浜松市の対応および浜松まつりとの関連について
浜松まつりを統括する「浜松まつり構成4団体」のうち、浜松市・および浜松観光コンベンションビューローでは、これら『城記』否定派の指摘に対して「『城記』にはロマンがあり、否定されるほどのものではない」と反論してきたが、小和田の検証の後より、起源の説明には『城記』の説明を「確かなことは分からない」と表記するようになり、現存する最古の資料として、国学者高林方朗の日記を挙げるようになった。しかし依然として「飯尾豊前守説話」が偽伝であることについては言及されないまま現在に至っており、『城記』による起源を信じている市民もいまだに多い。
なお、『城記』は浜松まつりの起源・根拠文書として信じられてきた経緯はあるが、この文書が登場した時期には「浜松まつり」という名称そのものがまだなかった時期で、また一般的に浜松城記が観光パンフレットなどに引用されるようになったのも戦後の話であり、浜松まつりの権威付けのためにでっち上げられた文書と言うわけではない（「浜松まつり」という表現の初出は昭和25年）。「濱松凧揚起源考」には飯尾豊前守を「飯尾学兄の先祖なりと思考す」と書かれていることから、「起源考」の筆者である鈴木肇は「土のいろ」編集長の飯尾哲爾に事寄せて「起源考」を発表したようである。上掲の通り、昭和40年代にはすでに『城記』が信頼に値する史料ではないことが考えられていたにもかかわらず、『城記』の疑問点が一般に知られなかったことに関して、昭和40年代以降の浜松まつりの変容（昭和42年の会場の移転・昭和49年以降の規模の拡大）との関連性も指摘されている。